# Estação de Summit
A Estação de Summit é uma estação ferroviária localizada em Summit, Nova Jérsei. Ela é servida pela linha de Morristown e pelo ramal de Gladstone, que são administrados pela New Jersey Transit.
Possui dois trilhos e três plataformas.